# Curlew River
Curlew River - A Parable for Church Performance, (Fiume Curlew - Una parabola da eseguire in chiesa) Op. 71, è un dramma musicale, composto nel 1956 dal compositore britannico Benjamin Britten, su libretto inglese di William Plomer.

## Storia
Prima delle tre "Parables for Church Performance" ("Parabole da eseguire in chiesa") di Britten, l'opera è basata sulla commedia nō giapponese Sumidagawa (Sumida River) di Motomasa Jūrō (1395-1431), che Britten vide all'inizio di una visita in Giappone e in Estremo Oriente nel 1956. Al di là del materiale drammatico di origine nō, Britten ha incorporato elementi del trattamento nō dei tempi teatrali in questa composizione. Curlew River ha segnato una svolta nello stile per il resto della vita creativa del compositore, aprendo la strada a opere come Owen Wingrave, Death in Venice e il Terzo quartetto per archi.
Plomer tradusse l'ambientazione dell'originale in una parabola cristiana, ambientata nel primo medioevo vicino ad un immaginario fiume Curlew, nelle paludi dell'East Anglia. Peter F. Alexander ha indagato in dettaglio sul contributo del librettista all'opera, attraverso lo studio delle lettere tra Plomer e Britten. Mikiko Ishi ha condotto uno studio comparativo delle figure della "madre piangente" in Sumidagawa, in Curlew River e in varie rappresentazioni religiose dell'Europa medievale. Daniel Albright ha esaminato gli adattamenti di Britten e Plomer di aspetti dell'originale di Sumidagawa nel contesto del loro background culturale e religioso nella creazione di Curlew River.
Sotto la direzione di Colin Graham, l'opera fu presentata per la prima volta il 13 giugno 1964 alla chiesa di San Bartolomeo, Orford, Suffolk, Inghilterra, dall'English Opera Group. Il cast originale comprendeva gli artisti abituali di Britten, Peter Pears e Bryan Drake. La prima americana fu presentata al Caramoor Summer Music Festival il 26 giugno 1966, con Andrea Velis come Madwoman.

## Ruoli
| Ruolo                                                                                      | Registro vocale | Cast della prima, 13 giugno 1964 (Direttore: Benjamin Britten) |
| ------------------------------------------------------------------------------------------ | --------------- | -------------------------------------------------------------- |
| Donna pazza                                                                                | tenore          | Peter Pears                                                    |
| Traghettatore                                                                              | baritono        | John Shirley-Quirk                                             |
| Viaggiatore                                                                                | baritono        | Bryan Drake                                                    |
| Spirito del ragazzo                                                                        | Voce bianca     | Robert Carr, Bruce Webb                                        |
| Abate                                                                                      | basso           | Don Garrard                                                    |
| Tre assistenti (accoliti); Coro di otto Pellegrini (tre tenori, tre baritoni e due bassi). |                 |                                                                |

## Trama
La storia è raccontata attraverso quattro personaggi principali che, nello stile del teatro nō, sono tutti interpretati da cantanti maschi: l'Abate (che funge da narratore), la Pazza, il Traghettatore e il Viaggiatore. Un coro è formato da otto pellegrini
Curlew River si apre, così come le altre due Parabole di Chiesa, con un canto processionale, sull'inno Te lucis ante terminum (A te prima della chiusura della giornata), in cui tutti gli artisti, compresi i musicisti, si recano nell'area dello spettacolo e prendono il loro posti. A un segnale dell'organo, l'Abate, che funge da narratore, introduce il "mistero" da presentare. Segue una cerimonia di vestizione senza fretta, con un maestoso accompagnamento strumentale, dopodiché inizia lo spettacolo.
La Pazza e il Viaggiatore desiderano attraversare il Fiume Curlew sulla barca del Traghettatore. Dopo essersi presentati brevemente, la Pazza spiega la sua ricerca: sta cercando il suo bambino che manca da un anno. Sebbene il Traghettatore inizialmente sia riluttante a trasportare la Pazza, gli altri personaggi hanno pietà di lei e convincono il Traghettatore a darle il passaggio. Mentre trasporta la Pazza e il Viaggiatore attraverso il fiume, racconta la storia di un ragazzo che, un anno fa, arrivò nella zona con un padrone crudele che lo rapì dalla sua casa vicino alle Montagne Nere (che è da dove proviene la Pazza). Il ragazzo era malato e fu lasciato vicino al fiume dal suo padrone. Sebbene il ragazzo fosse accudito dalla gente del posto, morì. Il Traghettatore ripete le parole del ragazzo:
So che sto morendo... Vi prego di seppellirmi qui, dal percorso di questa cappella. Quindi, se i viaggiatori del mio caro paese passano da questa parte, le loro ombre cadranno sulla mia tomba e pianteranno un albero di tasso in memoria di me.
La gente del fiume crede che la tomba del ragazzo sia sacra, che:
...c'è una grazia speciale per curare i malati nel corpo e nell'anima
Mentre il Traghettatore racconta la sua storia, diventa chiaro che il ragazzo morto un anno fa è il figlio della Pazza. Afflitta da questa consapevolezza, si unisce al resto del cast nella preghiera sulla tomba del ragazzo. Nel momento culminante in cui tutti gli uomini cantano insieme, si sente la voce del ragazzo (una voce bianca) che li echeggia e il suo spirito appare sopra la tomba per rassicurare sua madre:
Va' in pace, madre. I morti risorgeranno, e in quel giorno benedetto, ci incontreremo in cielo
A questo punto la pazza è redenta e la sua follia è cancellata. Britten descrive il momento con la Pazza che emette un gioioso e melismatico "Amen", la cui nota finale si risolve in un lungo ritardo all'unisono con il cast completo, un segnale di ritorno e accettazione.
Qui ritorna la musica della cerimonia della veste, come all'inizio, ed i musicisti riprendono i loro vestiti normali. L'Abate ribadisce la morale e saluta il pubblico. Il cast completo ritorna poi allo stesso canto piano con cui era iniziato il lavoro.

## Musica
Alla prima esecuzione tra gli strumentisti figuravano il flautista Richard Adeney, il cornista Neill Sanders, il violista Cecil Aronowitz, il contrabbassista Stuart Knussen, l'arpista Osian Ellis, l'organista Philip Ledger e il percussionista James Blades.
I cantanti sono accompagnati da un piccolo gruppo di strumentisti, vestiti da fratelli laici. Il lavoro è orchestrato per:
- Flauto (anche ottavino)
- Corno
- Viola
- Contrabbasso
- Arpa
- Percussioni (5 piccoli tamburi non accordati, 5 piccole campane, 1 grande gong accordato)
- Organo da camera

Insolitamente non c'è un direttore d'orchestra nel lavoro, al suo posto invece, gli strumentisti si dirigono l'un l'altro; i punti in cui ogni strumento deve guidare sono indicati nella partitura. La mancanza di un direttore consente a Britten di fare a meno di un tempo universale, gli artisti spesso invece suonano in due o più gruppi separati con tempi separati, paragonabili al suono della musica di un ensemble Nobayashi in opere Noh. Questo porta a un altro insolito dispositivo di notazione, il 'segno Curlew', che viene utilizzato per 'risincronizzare' gruppi di musicisti precedentemente separati istruendo uno a sostenere o ripetere le note ad lib fino a quando un dato punto è stato raggiunto nella musica di un altro gruppo. La parte dell'arpa è fortemente influenzata dalla musica per il koto e la parte dell'organo da camera presenta un ampio uso di cluster di note, che derivano dallo shō, un antico organo a bocca libero giapponese usato nella musica di corte gagaku. (Britten aveva familiarizzato con questo strumento mentre era stato in Giappone per due settimane nel febbraio 1956.)
La principale tecnica compositiva di Britten in Curlew River è l'eterofonia, che usa con straordinari effetti drammatici. Permea tutti gli aspetti della composizione dell'opera, con trame derivate da brevi accoppiamenti decorativi o lunghi strati di melodia non sincronizzati. Il canto piano iniziale ("Te lucis ante terminum") suggerisce molte delle forme melodiche di tutta la parabola.
Come in molte altre opere drammatiche di Britten, i singoli strumenti sono usati per simboleggiare personaggi particolari. In Curlew River, il flauto e il corno sono usati più chiaramente per questo scopo, simboleggiando rispettivamente la Pazza e il Traghettatore. Con un'orchestra così piccola, Britten non usa i mondi sonori che sono chiaramente dimostrati nel suo War Requiem e A Midsummer Night's Dream, né il drammatico cambiamento nel timbro orchestrale (con l'ingresso della celesta e del vibrafono, rispettivamente) che accompagnano le apparizioni di Quint in Il giro di vite o di Tadzio in Morte a Venezia.

## Incisioni
Il compositore e Viola Tunnard curarono la prima registrazione dell'opera, per la Decca (Decca SET 301), con i seguenti cantanti:
- Donna pazza: Peter Pears
- Traghettatore: John Shirley-Quirk
- Abate: Harold Blackburn
- Viaggiatore: Bryan Drake
- Voce dello spirito: Bruce Webb
- I Pellegrini: Edmund Bohan, Edgar Boniface, Patrick Healy, Michael Kehoe, Peter Leeming, William McKinney, David Reed, Gerald Stern, Robert Tasman